# كليف براون
كليف براون (بالإنجليزية: Cliff Brown)‏ (23 مايو 1956 بفالدوستا في الولايات المتحدة - ) هو مدرب كرة قدم ولاعب كرة قدم أمريكي في مركز حراسة المرمى. لعب مع Oklahoma City Slickers ‏ وWichita Blue ‏ وكليفلاند فورس ‏ وDenver Thunder ‏ وكنساس سيتي كومتس ‏ وSt. Louis Ambush (1992–2000) ‏ وTacoma Stars (1983–1992) ‏ وتامبا باي تيرور ‏ وToledo Pride ‏ وويتشاتا وينغز ‏ وسياتل ساوندرز.